# Історія Microsoft Windows
Microsoft Windows був заснований Біллом Гейтсом 10 листопада 1983 року.  Microsoft оголосила Windows як графічний інтерфейс користувача для MS-DOS, який був представлений декілька років тому. У 90-тих роках лінійка продуктів розрослася від середовища операцій до повної, закінченої, сучасної операційної системи пройшовши дві лінії розвитку, з різним кодом для кожної з них
Перші версії Windows (з версії 1.0 до 3.11) — це були програми з MS-DOS котрі запускалися через додаток Program Manager; пізніше, Windows 95, все ще будучи базований на MS-DOS, була повною операційною системою з використанням 16-розрядним DOS-базованим ядром та 32-розрядним  простором користувача. Windows 95 ввела багато нових можливостей, які стали частиною операційної системи з того моменту, у тому числі як Меню Пуск, Панель завдань та Провідник Windows (який був перейменований на Файловий Провідник у Windows 8). У 1997 році Microsoft випустила Internet Explorer 4, який був включений до Windows Desktop Update. Це оновлення було спрямовано на інтеграцію Internet Explorer так Web-технологій до інтерфейсу користувача, яке також внесло багато нових можливостей до Windows, як можливість відобразити JPEG зображення як шпалери робочого столу та єдине вікно навігації у Провіднику Windows. У 1998 році Microsoft випустила Windows 98, який також мала Windows Desktop Update та Internet Explorer 4 за замовчуванням. Додавання Windows Desktop Update та Internet Explorer 4 призвело до антимонопольного позову у Сполучених штатах. Windows 98 також привніс plug and play, котрий дозволяв пристроям працювати без перезавантаження ОС, без ручного налаштування відразу після підключення та підтримку USB. Windows ME, остання версія Windows, базована на DOS, була спрямована на користувачів та випущена у 2000 році. У цій версії з'явилися Відновлення Системи, Допомога та Центр Підтримки, оновлена версія Дефрагментації Диску та інші системні утиліти.
У 1993 році Microsoft випустила Windows NT 3.1 — першу версію нової Windows NT операційної системи. На відміну від Windows 9x серії операційних систем, це повністю 32-розрядна операційна система. NT 3.1 ввела NTFS — файлову систему, розроблену для заміни застарілого FAT, котрий використовувався у DOS та DOS-базованих операційних системах Windows. У 1996 році була випущена Windows NT 4.0 котра мала повністю 32-бітну версію Провідника Windows, написану спеціально для цієї версії, роблячи її схожою на Windows 95. Windows NT була розроблена для використання на високоякісних системах та серверах, але з релізом Windows 2000 багато можливостей орієнтованих на користувачів, було додано з Windows 95 та Windows 98, такі як — Windows Desktop Update, Internet Explorer 5, підтримка USB та Windows Media Player. Ці можливості були доповнені у Windows XP, котра запровадила нову тему під назвою Luna, більш дружній до користувача інтерфейс, оновлені версії Windows Media Player та Internet Explorer, і доповнені можливості з Windows ME, такі як — Відновлення Системи, Допомога та Центр Підтримки. Windows Vista була сфокусована на безпеці ОС проти комп'ютерних вірусів та інших шкідливих програм через запровадження UAC. Нові можливості включали в собі Windows Aero, оновлені версії стандартних ігор (наприклад, Солітер), Windows Movie Maker та Windows Mail, як заміну для Outlook Express. Не дивлячись на це, Windows Vista була розкритикована за повільну роботу на старому обладнанні та високих системних вимог. Два з половиною роки потому вийшла Windows 7, та не дивлячись на більш високі системні вимоги, критики зазначили, що ця версія ОС працює краще, ніж Windows Vista. Також Windows 7 вже не мала деяких можливостей, як Windows Movie Maker, Windows Photo Gallery та Windows Mail. Замість цього користувачам пропонувалося завантажити Windows Live Essentials, щоб додати ці можливості, та деякі інші онлайн-сервіси. Windows 8 та Windows 8.1 (безкоштовне оновлення для Windows 8) ввела багато сумнівних змін, таких як заміна клавіші Пуск на Стартовий Екран, усунення інтерфейсу Aero Glass на користь кольорового інтерфейсу, а також впровадження «Metro» додатків (пізніше перейменованого на Universal Windows Platform) та Charms Bar — елемент інтерфейсу користувача, всі вони отримали значну критику з боку експертів.
Поточна версія Windows, Windows 10/Windows 11, повернула Меню Пуск та додала можливість запускати UWP додатки у вікні, на відміну від повноекранного режиму. Windows 10 з Windows 11 була добре оцінена багатьма критиками, зазнаючи, що остання версія Windows, це та версія, якою повинна була бути Windows 8. Windows 10 та Windows 11 також позначає останню традиційну версію Windows. Замість цього «оновлення функцій» випускаються двічі на рік з іменами як «Anniversary Update» та Fall Creators Update, що вводять нові можливості.
Після 14 жовтня 2025 року Microsoft більше не надаватиме оновлення безпеки або технічну підтримку для Windows 10, Windows 8.1 і Windows 7. Ваш комп'ютер і далі працюватиме, але рекомендовано перейти на Windows 11.

## Windows 1.x
Перша незалежна версія Microsoft Windows, версія 1.0, була випущена 20 листопада 1985 року та отримала маленьку поширеність. Проект був на короткий час під кодовою назвою «Interface Manager» ще задовго до створення віконної системи — всупереч поширеній думці, що це була оригінальна назва для Windows та Роланда Хансона — голови маркетингового відділу Microsoft, переконавши компанію, що ім'я Windows буде більш привабливим для клієнтів.
Windows 1.0 була не повною операційною системою, швидше «операційним середовищем», що доповнювало MS-DOS і загальні недоліки та проблеми.
Перша версія Microsoft Windows включала в собі прості графічні програми, під назвами Windows Paint; Windows Write, простий текстовий процесор; календар зустрічей; блокнот; годинник; панель управління; командну консоль; буфер обміну; та RAM драйвер. Також вона мала гру Реверсі.
Microsoft працювала з Apple Computer для розробки додатків для нового комп'ютеру Apple — Macintosh, котрі мали графічний інтерфейс користувача. У рамках відповідних ділових переговорів, Microsoft мала ліцензованими деякі аспекти інтерфейсу користувача у Apple, в процесі судового розгляду окружний суд визначив ці аспекти як «екранні дисплеї». У розробці Windows 1.0, Microsoft навмисно обмежила деякі запозичені елементі GUI з інтерфейсу користувача Macintosh, щоб дотриматися ліцензії. Наприклад, вікна відображались «плиткою» на моніторі, тобто не могли перекриватися, або налягати один на одного.

## Windows 2.x
Microsoft Windows другої версії вийшла у грудні 1987 рогу та довела, що це більш популярна операційна система, ніж її попередник. Велика частина популярності для Windows 2.0 прийшли шляхом її включення в якості «run-time версії» з новими графічними додатками Microsoft, Excel і Word for Windows.
Вони можуть бути запущені з MS-DOS виконуючи Windows протягом всього терміну їх діяльності, і закриття вікна на виході.
Microsoft Windows отримала потужний імпульс в цей час, коли Aldus PageMaker з'явився у версії Windows, котрий раніше працював тільки на Macintosh. Деякі комп'ютерні історики датують це, першу появу значної та не-корпоративної програми для Windows, як початок успіху Windows.
Версії 2.0 і т. д. використовували модель реального режиму пам'яті, яка обмежила його максимум до 1 мегабайт пам'яті. У такій конфігурації він може працювати під іншим багатозадачником, як DESQview, який використовував 286 захищений режим.
Пізніше були випущені дві нові версії: Windows/286 2.1 та Windows/386 2.1. Як і попередні версії Windows, Windows / 286 2.1 використовується модель пам'яті в реальному режимі, але була перша версія, щоб підтримати High Memory Area. Windows / 386 2.1 має ядро захищеного режиму з емуляцією LIM-standard EMS. Усі програми на базі Windows і DOS працювали в режимі реального часу, працюючи над ядром захищеного режиму, використовуючи віртуальний режим 8086, який був новим для процесора 80386.
Версія 2.03 і пізніше 3.0, зіткнувшись із проблемами від Apple, з перекриванням вікон та інших функцій, Apple звинувачує у імітації нібито захищених авторським правом «зовнішнього вигляду» його операційної системи та «втіленні власної копії Macintosh» у своїй ОС. Суддя Вільям Шварцер опустив усі, крім 10, претензій щодо порушення авторських прав Apple, і постановив, що більшість із 10 інших залишилися за ідеями, що не можуть бути правом власності.

## Windows 3.0
Windows 3.0, випущений в травні 1990 року, покращив можливості, надані власним додаткам. Це також дозволило користувачам краще виконувати багатозадачність застарілого програмного забезпечення MS-DOS порівняно з Windows/386 завдяки впровадженню віртуальної пам'яті.
Інтерфейс користувача Windows 3.0 нарешті нагадував серйозного конкурента для комп'ютера Macintosh. Наразі комп'ютери поліпшили графіку завдяки відеоадаптерам VGA, а захищений/розширений режим дозволив додаткам Windows використовувати більше пам'яті менш болючим способом, ніж їхні аналоги у DOS. Windows 3.0 може працювати в реальних, стандартних або 386 розширених режимах, і був сумісний з будь-яким процесором Intel від 8086/8088 до 80286 та 80386. Це була перша версія для запуску програм Windows у захищеному режимі, хоча ядро розширеного режиму 386 було розширеною версією ядра захищеного режиму в Windows/386.
Windows 3.0 отримав два оновлення. Через кілька місяців після введення, Windows 3.0a був випущений як технічне видання для вирішення помилок та підвищення стабільності. «Мультимедійна» версія, Windows 3.0 with Multimedia Extensions 1.0 була випущена в жовтні 1991 року. Вона була в комплекті з «multimedia upgrade kits», що містить привід CD-ROM і звукову карту, наприклад, Creative Labs Sound Blaster Pro. Ця версія була попередницею до мультимедійних функцій, доступних у Windows 3.1 (вперше випущена в квітні 1992 року) та пізніше була частиною специфікації Microsoft для Мультимедійного ПК.
Перелічені вище функції та зростаюча підтримка ринку з боку розробників програмного забезпечення зробили Windows 3.0 широко успішним продуктом, продавши близько 10 мільйонів копій за два роки до випуску версії 3.1. Windows 3.0 став основним джерелом доходів для Microsoft, і призвела до перегляду деяких своїх попередніх планів. Підтримка була припинена 31 грудня 2001 року.